# جوش أوكونور
جوش أوكونور (بالإنجليزية: Josh O'Connor)‏ هو ممثل بريطاني، ولد في 20 مايو 1990 في المملكة المتحدة.

## أعمال

### أفلام
- (2015) سندريلا[5][6]
- (2017) بلاد الله

## وصلات خارجية
- جوش أوكونور على موقع IMDb (الإنجليزية)
- جوش أوكونور على موقع ميتاكريتيك (الإنجليزية)
- جوش أوكونور على موقع روتن توميتوز (الإنجليزية)
- جوش أوكونور على موقع ألو سيني (الفرنسية)
- جوش أوكونور على موقع قاعدة بيانات الفيلم (الإنجليزية)